# Tattoo (Jordin Sparks single)
Tattoo is de eerste single van Jordin Sparks, afkomstig van haar debuutalbum, Jordin Sparks.

## Achtergrondinformatie
Het nummer werd geproduceerd door StarGate (Ne-Yo, Beyoncé en Chris Brown) en geschreven door Amanda Ghost (James Blunt's "You're Beautiful", "Beautiful Liar" van Beyoncé en Shakira) en Ian Dench.
"Tattoo" heeft een op drums gebaseerde beat, ondersteund door een gitaaroriënterende melodie. In het nummer zingt Sparks met mid-range vocalen. De songtekst gaat over een aflopende relatie. De songtitel verwijst naar de herinneringen uit de relatie, die zullen voor altijd op haar hart blijven: You're on my heart just like a tattoo.
Sparks vond het liedje vanaf de eerste keer dat ze het hoorde goed en nam het nummer meteen op. Voor het verscheen, beschreef de zangeres het nummer als "erg Beyoncé-achtig".

## Verschijning in de VS en daarbuiten
Het nummer werd als leadsingle in zowel de Verenigde Staten als het Verenigd Koninkrijk uitgebracht. Aangezien Sparks al bekend was in haar thuisland door het winnen van American Idol, sloeg het nummer goed aan. Maar het lukte aan de andere kant van de oceaan niet om hoog in de hitlijsten te komen. Na het wereldwijde succes van haar volgende single "No Air", besloot haar label Sony BMG het nummer opnieuw uit te brengen en het in de meeste Europese landen als tweede single uit te brengen, aangezien "No Air" de leadsingle in de meeste landen was. Ter promotie werd een nieuwe videoclip opgenomen en zou het nummer in oktober 2008 worden uitgebracht, ruim een jaar na de originele versie in de Verenigde Staten.

## Videoclip
De Europese videoclip werd op 12 september 2008 uitgebracht. In deze versie bevindt Sparks in een kamer met andere mensen. Als ze begint te zingen, is een tatoeage (tattoo) op haar bovenarm te zien met het woordje "love" (liefde) erop, die langs haar arm omlaag gaat. Deze inkt beweegt zich op anderen en langs de kamervloer, waarmee het een enorme tatoeage creëert. Sommige personen in deze kamer vormen een koppel, en zij worden door de tatoeage dichter bij elkaar gebracht. De tatoeages vormen woorden en afbeeldingen, zoals een hart, en de woorden "free" (vrij) en "peace" (vrede). Ook is Sparks zingend in haar eentje te zien in een kamer met een spiegel aan de wand. Wanneer zij de zin when I looked in the mirror (wanneer ik in de spiegel kijk) zingt, kijkt zij haarzelf aan in de spiegel ter ondersteuning van deze woorden.

## Tracklist

### Cd-promotiesingle
Nederlandse uitgave: 2007
1. "Tattoo" (Main) - 03:53
2. "Tattoo" (Instrumental) - 03:52
3. "Tattoo" (Acappella) - 03:37

### Single
Nederlandse uitgave: maart 2008
1. "Tattoo" (Main) - 03:53
2. "Tattoo" (Jason Nevins Extended Remix) - 07:12

### Single (heruitgave)
Nederlandse uitgave: eind 2008
1. "Tattoo" (Main) - 03:53
2. "Tattoo" (Instrumental) - 03:52
3. "Tattoo" (Acappella) - 03:37
4. "Tattoo" (Acoustic) - 03:49

### Remixes
1. "Tattoo" (Jason Nevins Extended Remix) - 07:12
2. "Tattoo" (Doug Grayson Remix) - 04:44
3. "Tattoo" (Future Presidents Remix) - 05:05
4. "Tattoo" (Future Presidents Dub) - 04:51
5. "Tattoo" (Tonal Remix) - 04:46

| Tattoo in de Nederlandse Top 40 - binnen: 24 januari 2009 | Tattoo in de Nederlandse Top 40 - binnen: 24 januari 2009 | Tattoo in de Nederlandse Top 40 - binnen: 24 januari 2009 | Tattoo in de Nederlandse Top 40 - binnen: 24 januari 2009 | Tattoo in de Nederlandse Top 40 - binnen: 24 januari 2009 | Tattoo in de Nederlandse Top 40 - binnen: 24 januari 2009 | Tattoo in de Nederlandse Top 40 - binnen: 24 januari 2009 | Tattoo in de Nederlandse Top 40 - binnen: 24 januari 2009 | Tattoo in de Nederlandse Top 40 - binnen: 24 januari 2009 | Tattoo in de Nederlandse Top 40 - binnen: 24 januari 2009 |
| Week                                                      | 1                                                         | 2                                                         | 3                                                         | 4                                                         | 5                                                         | 6                                                         | 7                                                         | 8                                                         |                                                           |
| --------------------------------------------------------- | --------------------------------------------------------- | --------------------------------------------------------- | --------------------------------------------------------- | --------------------------------------------------------- | --------------------------------------------------------- | --------------------------------------------------------- | --------------------------------------------------------- | --------------------------------------------------------- | --------------------------------------------------------- |
| Nummer                                                    | 39                                                        | 27                                                        | 24                                                        | 19                                                        | 20                                                        | 20                                                        | 23                                                        | 37                                                        | uit                                                       |